# Velká jezera (Mongolsko)
Velká jezera v západním Mongolsku je série jezer v Kotlině Velkých jezer. Jedná se o největší soustavu vodních ploch v oblasti. Velkých jezer je celkem šest :
| jezero       | povodí              | nadmořská výška (m) | rozloha km² | maximální hloubka (m) | objem km³ |
| ------------ | ------------------- | ------------------- | ----------- | --------------------- | --------- |
| Uvs núr      | povodí Uvs núr      | 753                 | 3350        | 15                    | 39,6      |
| Char Us núr  | povodí Chjargas núr | 1157                | 1486        | 4,5                   | 3,432     |
| Chjargas núr | povodí Chjargas núr | 1028                | 1360        | 80                    | 66,034    |
| Char núr     | povodí Chjargas núr | 1132                | 530         | 7                     | 2,422     |
| Dörgön núr   | povodí Chjargas núr | 1100                | 300         | 27                    | 4,367     |
| Ajrag núr    | povodí Chjargas núr | 1030                | 143         | 10                    | 0,820     |